# Unione Sportiva Massese '82 1983-1984
Questa pagina raccoglie le informazioni riguardanti l'Unione Sportiva Massese '82 nelle competizioni ufficiali della stagione 1983-1984.

## Rosa
| N. |                   | Ruolo | Calciatore           |
| -- | ----------------- | ----- | -------------------- |
|    | Italia (bandiera) | A     | Gianfranco Casarsa   |
|    | Italia (bandiera) | A     | Luciano Chiarugi     |
|    | Italia (bandiera) | A     | Riccardo Del Francia |
|    | Italia (bandiera) | C     | Piero Donatini       |
|    | Italia (bandiera) |       | Grillotti            |
|    | Italia (bandiera) | C     | Riccardo Guidugli    |
|    | Italia (bandiera) | C     | Roberto Lenarduzzi   |
|    | Italia (bandiera) | P     | Angelo Lucetti       |
|    | Italia (bandiera) | D     | Giovanni Maccabruni  |
|    | Italia (bandiera) | D     | Antonio Matteoni     |
|    | Italia (bandiera) | D     | Santino Merli Sala   |
|    | Italia (bandiera) | C     | Enzo Mocellin        |

| N. |                   | Ruolo | Calciatore            |
| -- | ----------------- | ----- | --------------------- |
|    | Italia (bandiera) | D     | Roberto Mussi         |
|    | Italia (bandiera) | C     | Stefano Piccini       |
|    | Italia (bandiera) | A     | Pier Luigi Pierozzi   |
|    | Italia (bandiera) | D     | Luigi Podestà         |
|    | Italia (bandiera) | C     | Renzo Redomi          |
|    | Italia (bandiera) | P     | Giorgio Rocca         |
|    | Italia (bandiera) | D     | Carlo Rugo            |
|    | Italia (bandiera) | A     | Walter Speggiorin (I) |
|    | Italia (bandiera) | C     | Antonio Torti         |
|    | Italia (bandiera) | D     | Paolo Vitaloni        |
|    | Italia (bandiera) | D     | Luciano Zecchini      |

## Risultati

### Campionato

#### Girone di andata
| 19 settembre 1983 1ª giornata | Massese | 3 – 1 | Casale |  |

| 26 settembre 1983 2ª giornata | Asti TSC | 2 – 1 | Massese |  |

| 2 ottobre 1983 3ª giornata | Massese | 1 – 0 | Savona |  |

| 9 ottobre 1983 4ª giornata | Civitavecchia | 1 – 0 | Massese |  |

| 16 ottobre 1983 5ª giornata | Massese | 0 – 1 | Derthona |  |

| 23 ottobre 1983 6ª giornata | Torres | 0 – 0 | Massese |  |

| 30 ottobre 1983 7ª giornata | Massese | 1 – 3 | Lucchese |  |

| 6 novembre 1983 8ª giornata | Cerretese | 2 – 2 | Massese |  |

| 13 novembre 1983 9ª giornata | Massese | 1 – 1 | Spezia |  |

| 20 novembre 1983 10ª giornata | Imperia | 1 – 1 | Massese |  |

| 27 novembre 1983 11ª giornata | Massese | 2 – 0 | Vogherese |  |

| 4 dicembre 1983 12ª giornata | Massese | 0 – 0 | Pontedera |  |

| 11 dicembre 1983 13ª giornata | Sant'Elena | 0 – 0 | Massese |  |

| 18 dicembre 1983 14ª giornata | Massese | 3 – 0 | Olbia |  |

| 8 gennaio 1984 15ª giornata | Alessandria | 1 – 1 | Massese |  |

| 15 gennaio 1984 16ª giornata | Massese | 0 – 0 | Livorno |  |

| 22 gennaio 1984 17ª giornata | Carbonia | 0 – 0 | Massese |  |

#### Girone di ritorno
| 29 gennaio 1984 18ª giornata | Casale | 0 – 0 | Massese |  |

| 5 febbraio 1984 19ª giornata | Massese | 0 – 0 | Asti TSC |  |

| 12 febbraio 1984 20ª giornata | Savona | 1 – 0 | Massese |  |

| 19 febbraio 1984 21ª giornata | Massese | 2 – 0 | Civitavecchia |  |

| 26 febbraio 1984 22ª giornata | Derthona | 1 – 1 | Massese |  |

| 4 marzo 1984 23ª giornata | Massese | 2 – 0 | Torres |  |

| 11 marzo 1984 24ª giornata | Lucchese | 3 – 1 | Massese |  |

| 18 marzo 1984 25ª giornata | Massese | 0 – 1 | Cerretese |  |

| 1º aprile 1984 26ª giornata | Spezia | 0 – 0 | Massese |  |

| 8 aprile 1984 27ª giornata | Massese | 0 – 1 | Imperia |  |

| 15 aprile 1984 28ª giornata | Vogherese | 2 – 1 | Massese |  |

| 29 aprile 1984 29ª giornata | Pontedera | 1 – 0 | Massese |  |

| 6 maggio 1984 30ª giornata | Massese | – n.d. | Sant'Elena |  |

| 13 maggio 1984 31ª giornata | Olbia | 0 – 0 | Massese |  |

| 20 maggio 1984 32ª giornata | Massese | 1 – 1 | Alessandria |  |

| 27 maggio 1984 33ª giornata | Livorno | 2 – 0 | Massese |  |

| 3 giugno 1984 34ª giornata | Massese | 0 – 0 | Carbonia |  |